# Mansinhapur
Mansinhapur è una suddivisione dell'India, classificata come census town, di 5.401 abitanti, situata nel distretto di Howrah, nello stato federato del Bengala Occidentale. In base al numero di abitanti la città rientra nella classe V (da 5.000 a 9.999 persone).

## Geografia fisica
La città è situata a 22° 39' 01 N e 88° 08' 50 E.

## Società

### Evoluzione demografica
Al censimento del 2001 la popolazione di Mansinhapur assommava a 5.401 persone, delle quali 2.811 maschi e 2.590 femmine. I bambini di età inferiore o uguale ai sei anni assommavano a 570, dei quali 306 maschi e 264 femmine. Infine, coloro che erano in grado di saper almeno leggere e scrivere erano 4.081, dei quali 2.270 maschi e 1.811 femmine.